# Аскеров, Вугар Камал оглы
Вуга́р Кама́л оглы́ Аске́ров (азерб. Vüqar Kamal oğlu Əsgərov; 14 мая 1985, Сумгаит) — азербайджанский футболист, нападающий клуба ППК. Выступал в национальной сборной Азербайджана.

## Биография
Вугар Аскеров родился 14 мая 1985 года в азербайджанском городе Сумгаит. В возрасте 1 года вместе с семьей переехал на постоянное место жительства в Лиепаю. Футболом начал заниматься с 12 лет в спортивной школе лиепайского «Металлурга». Первыми тренерами были Янка Зумтекс и Янис Интенберг. В 16 лет Вугар начал выступать за команду дублёров — «Металлург-2».

## Клубная карьера
Профессиональную карьеру футболиста начал в 2008 году с выступления за «Металлург-2». В 2009 году перешёл в клуб «Елгава», выступающий в первой лиге латвийского чемпионата. В 2010 году защищал цвета «Юрмалы». В 2010/11 году футболист переходит в команду «Варавиксне» из родной Лиепаи.
С 2011 по 2013 год добивается больших успехов в составе своей родной команды лиепайского «Металлурга».
7 июня 2013 года подписал двухлетний контракт с клубом азербайджанской премьер-лиги — ФК «Сумгаит» из одноимённого города. Дебютировал в основном составе клуба 4 августа 2013 года, в матче I тура Топаз Премьер-Лиги против клуба «Хазар-Ленкорань». Был заменен во втором тайме, отыграв на поле 74 минуты.
21 ноября 2013 года, по инициативе самого футболиста, контракт с клубом «Сумгаит» был разорван по взаимной договоренности с руководством команды.

## Сборная Азербайджана
С 5 по 8 декабря 2011 года, будучи игроком латвийского «Металлурга», был вызван и участвовал в селекционных сборах национальной команды, проходивших в Баку. Сумев показать себя с лучшей стороны, Аскеров оказался в списке игроков, вызванных в феврале 2012 года на ближайший сбор и товарищеские матчи национальной команды Азербайджана.
В мае 2012 года вновь был призван в ряды сборной Азербайджана главным тренером Берти Фогтсом, для прохождения учебно-тренировочных сборов, проходивших в германском городе Франкфурте.
Дебют в составе сборной Азербайджана состоялся 24 февраля 2012 года, в товарищеском матче со сборной Сингапура, завершившейся вничью 2:2.

## Достижения
«Елгава»
- Победитель Первой лиги Латвии: 2009

«Металлург» Лиепая
- Серебряный призёр чемпионата Латвии: 2011
- Финалист Кубка Латвии: 2011/12, 2012/13